# Léalvillers
Léalvillers település Franciaországban, Somme megyében. Lakosainak száma 158 fő (2022. január 1.). Léalvillers Acheux-en-Amiénois, Arquèves, Louvencourt, Toutencourt és Varennes községekkel határos.

## Népesség
A település népességének változása:
| Lakosok száma | 171  | 168  | 169  | 167  | 166  | 164  | 163  | 161  | 158  |
|               | 2013 | 2015 | 2016 | 2017 | 2018 | 2019 | 2020 | 2021 | 2022 |